# Римське завоювання Греції
Римське завоювання Греції — це історичний процес, що включав у себе поступову анексію територій Грецьких міст-держав Римською Республікою та пізніше Римською імперією. Цей процес почався у III столітті до н. е. і завершився у I столітті до н. е. Він включав війни, дипломатичні маневри та політичні зміни, що призвели до підпорядкування значної частини Греції римському владарюванню.
Хоча римське панування почалась в 146 році до н. е. після знищення Коринфу, Однак перед Ахейською війною Римська республіка поступово здобувала контроль над материковою Грецією, перемігши Македонське королівство в серії конфліктів, відомих як Македонські війни.

## Причини завоювання
Римляни розуміли, що контроль над Грецією дозволить їм забезпечити стратегічну перевагу в Середземномор’ї. Грецькі міста мали розвинену торгівлю та морську силу, що було важливим для маніпулювання та контролю над торговельними шляхами.
Друга причина полягала в економічних перевагах, які давав контроль над грецькими землями. Грецькі регіони були багатими на природні ресурси, такі як земля, різні метали: свинець, мідь, срібло, залізо. Рим міг забезпечити собі економічну стабільність та процвітання завойовуючи та експлуатуючи ці ресурси. Також до економічної причини можна віднести рабів, так як це була дешева робоча сила.
Третя причина полягала в культурному аспекті. Грецька культура, мистецтво та філософія були високо цінними для Риму. Завоювання давало можливість включити грецькі цінності та спадщину до своєї власної культури.

## Завоювання
В 3 столітті до н.е. римляни почали загарбання Іллірії, області на східному узбережжі Адріатичного моря. Філіп V був занепокоєний діями Риму, тому в 215 році до н.е. уклав союз із Ганнібалом, який передбачав спільну боротьбу проти Риму. Так почалася Перша Македонська війна. Македонські війська спробували вигнати римлян із Іллірії, але римляни їх розбили. Тим часом римляни уклали військовий союз з грецьким етолійським союзом, а також з Пергамським царством та Спартою. В 215 році війна закінчилася мирним договором за яким відновлювалося довоєнне становище.
В 200 році до н.е. воєнні дії відновилися і почалася Друга Македонська війна внаслідок якої римське військо розгромило македонське в битві при Кіноскефалах. Після поразки Філіп V капітулює, а умови мирного договору були важкими для Македонії. Вона втратила більшу частину своєї території, а також всі свої володіння в Греції, армія була скорочена до 5 тисяч, а флот, за винятком п’яти кораблів знищувався.   
Фактично після завершення Другої Македонської війни грецькі міста переходили під владу Риму, це їм дозволило грабувати та втручатися у внутрішні справи грецьких полісів. Щодо аристократії, то вона перейшла на сторону Риму, так як вони гарантували недоторканність їх прав та свободи.
Після смерті  Філіпа V новим царем став його син Персей, який вирішив повернути владу Македонії і повністю вигнати римлян з Балканського півострову. Він укріпив економіку, створив 40-тисячну армію і коли про це дізнався римський сенат, вони звинуватили його в порушенні договору і у 174 році до н.е. почалася Третя Македонська війна. На початку війни Персей мав успіхи у війні, але тривало це недовго і 22 червня 168 році до н.е. в битві біля гори Підна римський консул Луцій Емілій Павло розбив македонське військо. Сам Персей потрапив у полон, де й загинув, а Македонське царство припинило своє існування. Після перемоги римляни розділили Македонію на чотири частини столицями в Пеллі, Фессалоніці, Амфіполісі й Гераклеях. Найгостріше заборонялося тим державам мати які-будь зв'язки між собою. Римляни заборонили покупку нерухомості і навіть шлюби між жителями різних округів. Македонянам заборонялося також розробляти срібні копальні, вивозити ліс, ввозити сіль.

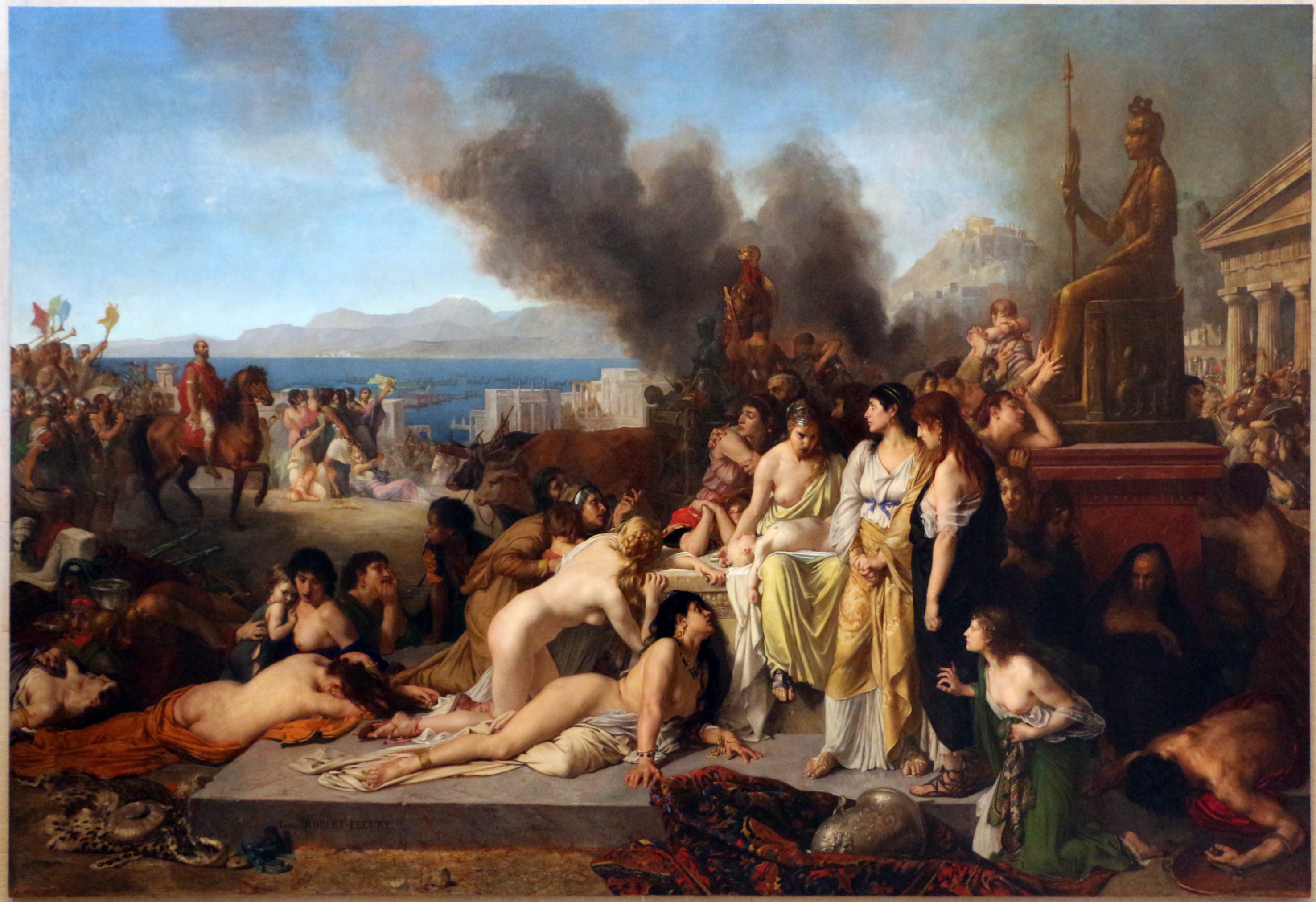
Сцена битви при Коринфі (146 р. до н. е.): останній день перед тим, як римські легіони пограбували і спалили грецьке місто Коринф. Останній день у Коринфі, Тоні Роберт-Флері, 1870.

Після завоювання Македонії Рим почав втручатися у справи інших грецьких полісів, що звісно їм не подобалося, тому вони вирішили почати боротьбу проти римського панування. Постійно спалахували повстання, які жорстоко придушувалися. Найвідоміше повстання сталося в 146 році до н.е. коли повстав Ахейський союз грецьких міст. Це повстання як і минулі було придушено, а в знак покарання римляни знищили Коринф, а все населення було продано в рабство. Грецькі поліси втратили свою незалежність, а весь балканський півострів опинився під владою Риму. Також було створено три нові провінції: Македонія, Ахая і Епір.

## Культурний вплив Греції на Рим
Грецька культура була більш розвинутішою за культуру римлян і завдяки завоюванню Греції, Рим отримав доступ до грецької культури, філософії, літератури та мистецтва. Це сприяло розвитку римської культури і формуванню так званої “грено-римської класичної культури”. Як наслідок багато грецьких творів були перекладені на латинську мову, що дало змогу римлянам ознайомитися з ідеями грецьких філософів таких як Сократ, Платон, Арістотель. Грецька філософія вплинула на розвиток римської моралі та політики. Також був великий вплив грецького мистецтва. Римляни прийняли грецький стиль скульптури, живопису та архітектури. Багато грецьких майстрів було запрошено до Риму для створення скульптур та архітектурних споруд. 